# Purvanchal

Le Purvanchal (en rouge) dans la carte de l'Inde.

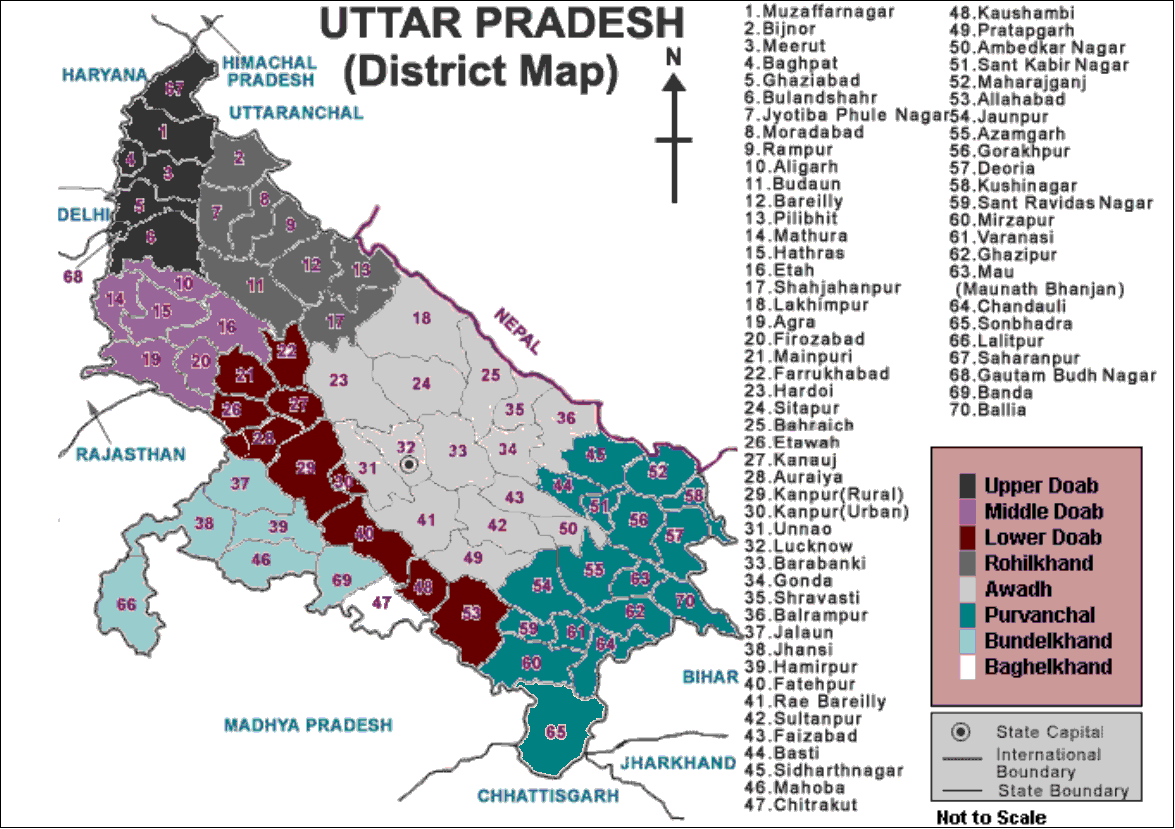
Le Purvanchal (en bleu) et les autres régions composant l'Uttar Pradesh.

Le Purvanchal (en hindi :  पूर्वांचल , en ourdou : پُورواںچل) est une région du nord de l'Inde, qui comprend l'est de l'Uttar Pradesh et pour certains les districts occidentaux de l'État du Bihar où le Bhodjpouri est la langue prédominante. Il est limité au nord par le Népal, à l'est par le Bihar, au sud par le Bagelkhand (en) de l'état du Madhya Pradesh, à l'ouest par l'Awadh de l'état de l'Uttar Pradesh et au sud-ouest par l'extrémité du Doab (à Allahabad) en Uttar Pradesh.
Il y a une demande politique de création d'un état indépendant du Purvanchal. La région du Purvanchal est représentée par 23 parlementaires au Lok Sabha et par 117 parmi les 403 membres de la Vidhan Sabha de l'état de l'Uttar Pradesh.